# Ahlstädt
Ahlstädt est une commune allemande de l'arrondissement de Hildburghausen, Land de Thuringe.

## Géographie
Ahlstädt se trouve dans le parc naturel de la forêt de Thuringe.

## Histoire
Le village est mentionné pour la première fois en 1212 sous le nom d'"Alstat".
Au nord, on peut encore voir les restes d'une culture en terrasses au Moyen Âge. Au début du XVIIe siècle, on fait de la prospection de minerai de fer. Le métier le plus important est celui de résinier.
Dans les années 1950, Ahlstädt accueille un élevage de porc dans le cadre d'un Landwirtschaftliche Produktionsgenossenschaft.

## Source, notes et références
- (de) Cet article est partiellement ou en totalité issu de l’article de Wikipédia en allemand intitulé « Ahlstädt » (voir la liste des auteurs).